# Álvaro da Cunha
Álvaro da Cunha, senhor de Pombeiro, nasceu quando sua mãe, D. Leonor Teles, já estava casada com o rei D. Fernando I de Portugal e divorciada de seu pai João Lourenço da Cunha, senhor de Pombeiro.
Como curiosidade ele terá dado o nome a um lugar, conhecido por Casal de Álvaro, por ter sido um senhorio seu.

## Casamento e descendência
Este virá a casar com D. Brites de Melo, filha do 5º Senhor do Feudo de Melo, D. Martim Afonso de Melo e de D. Inês Lopes de Brito.
Tiveram:
- D. Isabel da Cunha que foi a 1.ª mulher de D. Álvaro Vasques de Almada. Com descendência.[3]
- D. João Álvares da Cunha, 4º Senhor de Pombeiro, casado c. 1436 com D. Mécia Gomes de Lemos (c. 1415 - ?), filha dos senhores de Oliveira do Conde e de Góis;[4] são os pais de D. Artur da Cunha, o qual foi avô de Tomásia da Cunha, que por sua vez foi a avó materna de Filipa da Silva, 4ª Condessa de Portalegre.
- D. Filipa da Cunha, criada de D. João I de Portugal, casada com Leonel de Lima, o 1.º Visconde de Vila Nova de Cerveira. Com numerosa descendência.[5]
- D. Leonor da Cunha casada com D. Álvaro Pires de Távora, de quem foi a 1.ª mulher. Com descendência.[6]
- Rui de Melo, 8.º almirante-mor do reino e fronteiro-mor do Algarve, casado com D. Brites Pessanha, filha do 5º almirante Carlos Pessanha.[7]